# フレーバードワイン

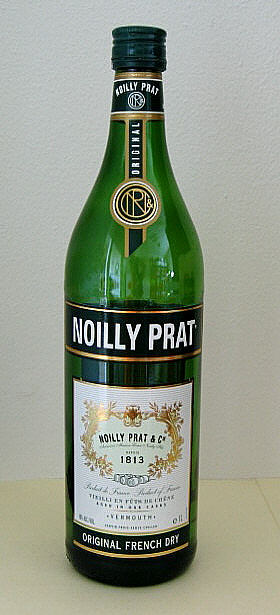
フランスのヴェルモット、ノイリー・プラット

フレーバードワインは、ワインをベースにして各種スパイス・ハーブなどの蒸留酒や浸出液または果汁を加えて作った酒。アロマタイズド・ワイン、香味付けワイン、混成ワインとも。ワインの醸造過程でアルコールを添加して作るものは酒精強化ワインとして別記し、本項目に含めない。
イタリアのヴェルモット、スペインのサングリア、フランスのキールなどが代表的。食前酒（アペリティフ）として楽しむものが多く、カクテルの材料としても用いられる。

## 主なフレーバードワイン
ヴェルモット
主要産地はイタリア、フランス。白ワインをベースとして、ニガヨモギをはじめ15-40種類の香草・薬草を配合、スピリッツを加える。カラメルなどで着色され、赤や白がある。後述のアペリティフ・ワインの一種だが、別に掲げた。
アペリティフ・ワイン
ワインに薬草や根のエキスを加えて作る。食欲増進や滋養強壮、健胃効果などを目的とする。食前酒として用いられるため、この名がある。フランスのデュボネ、キールなどがある。
サングリア
ワインにオレンジやレモンの果汁、シロップを加え、果物のスライスを混ぜて作ったスペインの飲料。調味にレモネードやブランデーも用いる。
その他
グリューヴァイン（ドイツ）、スタークヴィン・グロッグ（スウェーデン）などがある。

## 参考図書
- 『世界の名酒事典』96年版（講談社） (ISBN 4-06-207815-5)